# 大连银行

大连银行北京大厦

大连银行是一间总部位于中国大连市的银行，于1998年4月3日以“大连市商业银行”名义正式挂牌成立。2007年更名为大连银行，并更换行标。现时，该行在北京、天津、沈阳、营口、上海、丹东、重庆、成都等地设有分行。
2015年12月31日，中国东方资产管理公司副总裁李欣在银行业新闻例行发布会上宣布，东方资产收购大连银行的方案已获得财政部和大连银监局的批准，同意东方资产持有大连银行50.29%的股份，成为控股股东。